# 1312.
◄ | 13. stoljeće | 14. stoljeće | 15. stoljeće | ►
◄ | 1280-ih | 1290-ih | 1300-ih | 1310-ih | 1320-ih | 1330-ih | 1340-ih | ►
◄◄ | ◄ | 1309. | 1310. | 1311. | 1312. | 1313. | 1314. | 1315. | ► | ►►
Arhitektura • Astronomija • Glazba • Knjige • Književnost • Kršćanstvo • Medicina • Pravo • Promet • Slikarstvo • Znanost

## Događaji
- 22. ožujka – papa Klement V. ukinuo je templarski red na Saboru u Vienni na poticaj francuskog kralja Filipa IV. Lijepog[1]

## Rođenja
- 13. studenog – rođen engleski kralj Eduard III.

## Smrti
- 1. svibnja – Pavao I. Šubić Bribirski (r. oko 1245.), hrvatsko-dalmatinski ban, gospodar Bosne i Zahumlja, bribirski knez

## Vanjske poveznice
|  | Zajednički poslužitelj ima još gradiva o temi 1312. |